# Pfeifersberg

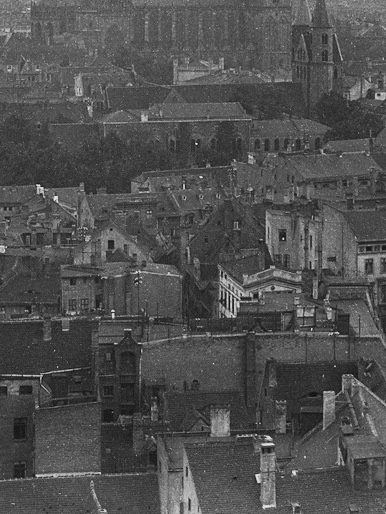
Blick von Norden (vom Turm der Johanniskirche) auf das nördliche Ende des Pfeifersbergs, am weißen Eckhaus (wohl Berliner Straße 13) mündet der Pfeifersberg in die Berliner Straße, im Hintergrund ist die Einmündung nach Süden auf die Heiligegeiststraße zu erkennen, Aufnahme vor 1922

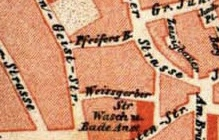
Stadtplan von 1885 mit Pfeifersberg, Karte nicht eingenordet, Norden ist rechts

Der Pfeifersberg war eine Straße in Magdeburg im heutigen Sachsen-Anhalt. Nach Zerstörungen im Zweiten Weltkrieg war die Straße aufgegeben worden. 2021 begann eine öffentliche Diskussion über die Wiedererrichtung des Straßenzugs.

## Lage und Verlauf
Die Straße befand sich im östlichen Teil der Magdeburger Altstadt. Sie führte von der Heiligegeiststraße in nordöstlicher Richtung zur Berliner Straße, der ehemaligen Kuhstraße, wo sie schräg gegenüber der Großen Junkerstraße einmündete.
Nach Einführung der straßenweisen Hausnummerierung befand sich die Nummer 1 am südlichen Ende auf der Ostseite, nahe der Heiligegeiststraße. Die Nummerierung verlief dann aufsteigend nach Norden bis zur 8 an der Berliner Straße und von dort auf der Westseite ab der 9 weiter aufsteigend bis zurück zur Heiligegeiststraße. Die kurze Straße umfasste eine Länge von weniger als 100 Metern.

## Geschichte
Die Straße entstand früh und befand sich schon innerhalb der Stadtmauern aus ottonischer Zeit. Hinter den Häusern der Ostseite der Straße befanden sich noch in den 1940er Jahren Reste der ottonische Stadtmauer, an der die Straße ursprünglich entlang lief. 1275 erfolgte eine Erweiterung der Stadt. Entgegen vielen anderen Straßen der Magdeburger Altstadt, ist der Name des Pfeifersbergs seit den ersten urkundlichen Erwähnungen unverändert geblieben. Eine erste urkundliche Erwähnung ist aus dem Jahr 1463 in der niederdeutschen Variante pypersberch überliefert. Die Bedeutung des Namens ist nicht bekannt. Möglicherweise wohnten am damaligen Stadtrand Pfeifer und andere weniger angesehene Leute. Der Name könnte aber auch auf Pfeifenmacher oder einen Familiennamen Pfeifer zurückgehen.

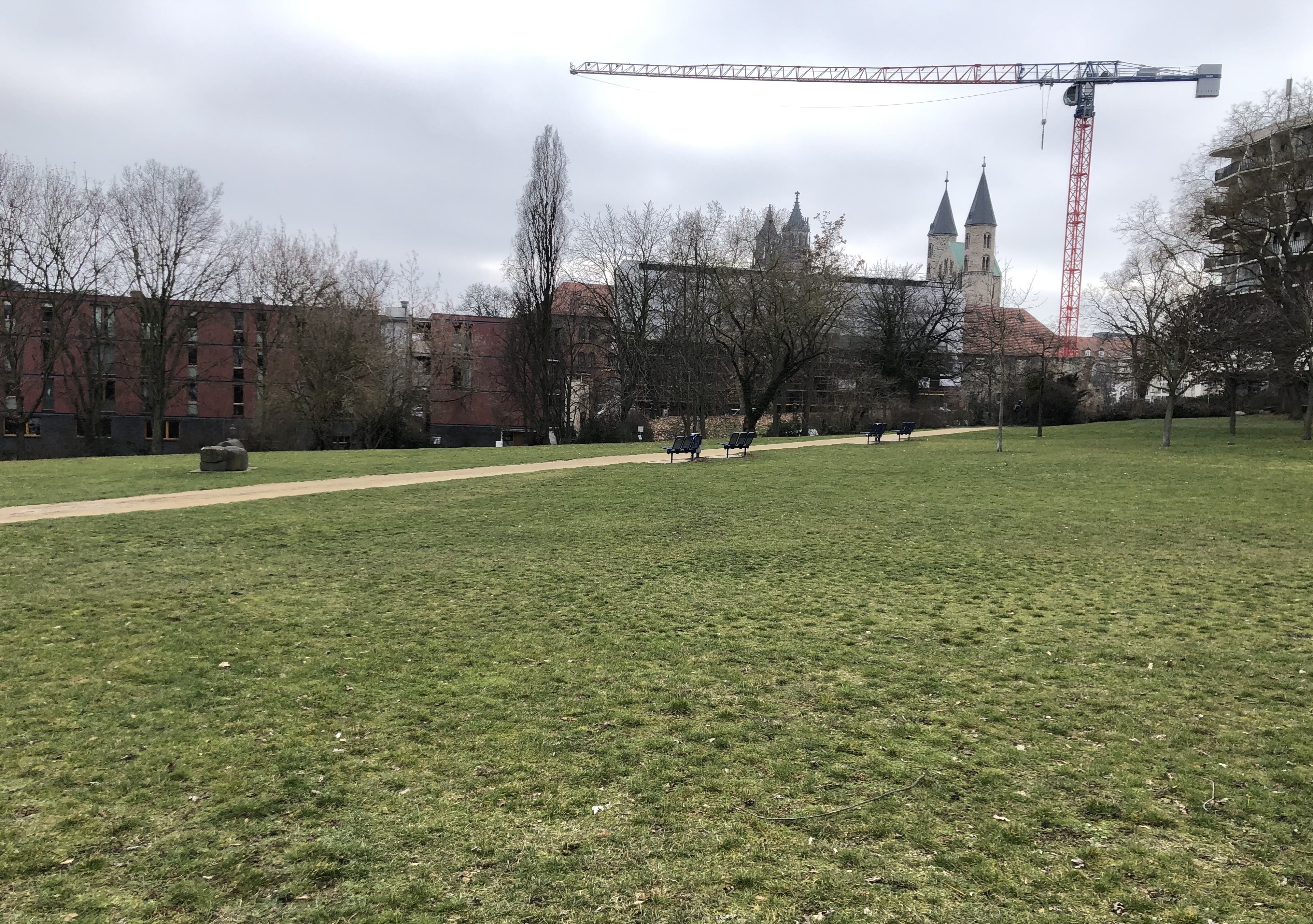
Blick von Norden entlang des ehemaligen Verlaufs der Straße Pfeifersberg in Richtung Süden, 2021

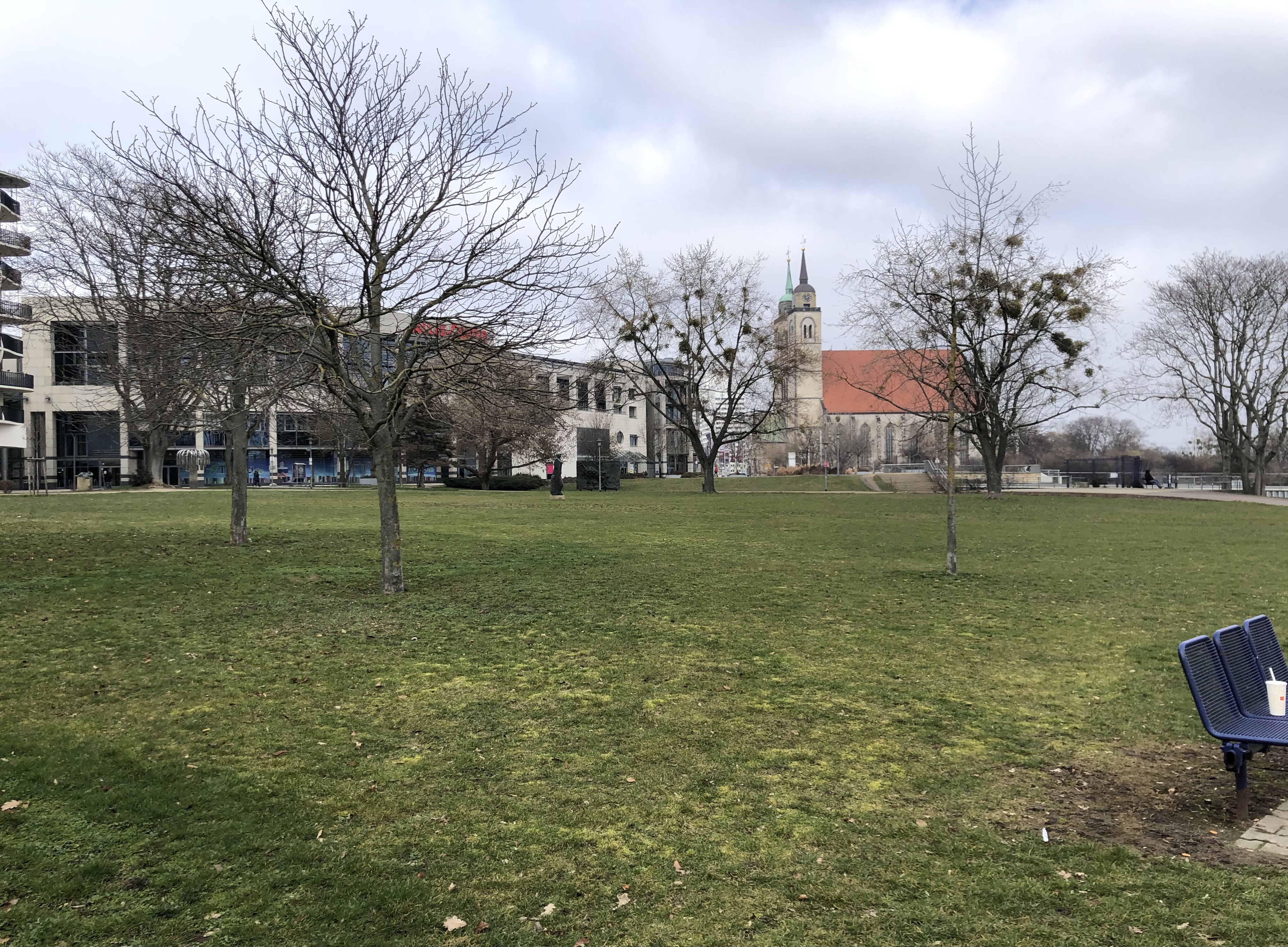
Blick von Süden, 2021

Im Jahr 1477 wird in diesem Bereich der Große Berg erwähnt. 1479 wurde zwischen dem Pfeifersberg und dem Horn unterschieden. Aus dem Jahr 1480 wurde eine Erwähnung überliefert, die ein Haus auf dem Pipersberghorn gegenüber einem Brunnen angibt. 1490 wurde ein Haus auf dem Pfeifersberg gegenüber dem Brunnen genannt. Zum Teil war die Bezeichnung Pfeifersberg auch für den gesamten östlichen Teil der Heiligegeiststraße gebräuchlich. Es wird vermutet, dass die ursprüngliche Bezeichnung Pfeifersberg wohl nur den Teil der Heiligegeiststraße, östlich der Einmündung des späteren Pfeiferbergs meinte und die Bezeichnungen Großer Berg und Pfeifersberghorn den späteren Straßenzug Pfeifersberg umfasste, da die Bezeichnung Horn auf eine kurze von einer größeren Straße abzweigende Straße verweist.
In Verbindung mit dem Pfeifersberg wurde ein Haus Zum grünen Karpfen genannt, dessen genauer Standort jedoch ungeklärt ist.
Die Bebauung der Straße wurde bei der Zerstörung Magdeburgs 1631 zerstört. Danach erfolgte über längere Zeiträume hinweg eine Neubebauung. Für 1831/1832 werden für die Straße 151 Bewohner in 15 Häusern angegeben. Im 19. Jahrhundert waren in der Straße ein Juwelier, ein Schuhmacher, eine Tischlerei, eine Schlosserei, ein Glaser und ein Tuchdekateur ansässig. Außerdem befand sich hier eine Buchbinderei, die ihre Maschine mit einem Lokomobile antrieb. Am Anfang des 20. Jahrhunderts gab es auch eine Pantinenfabrik und eine Schildpattfabrik.
Während des Zweiten Weltkriegs wurde die Magdeburger Innenstadt und dabei auch der Bereich des Pfeiferbergs wieder schwer zerstört. In der Zeit der DDR erfolgte ein Wiederaufbau der Innenstadt, der sich in weiten Teilen nicht an die historische Stadtstruktur hielt. Der Pfeifersberg wurde dabei aufgegeben und Teil einer ausgedehnten Grünfläche, die sich heute südöstlich des Allee-Centers erstreckt.
2021 trat der ehemalige Magdeburger Oberbürgermeister Willi Polte gemeinsam mit dem ehemaligen Baubeigeordneten Werner Kaleschky und den ehemaligen Leitern des Stadtplanungsamtes Eckhart Peters und Heinz-Joachim Olbricht mit einem Plan zur Wiedererrichtung unter anderem der Straße an die Öffentlichkeit, wobei eine kleinteilige Bebauung auf der Ostseite mit zum Teil historisierenden Fassaden vorgeschlagen wird. Das Konzept sieht auch eine teilweise Wiederanlage der Heiligegeiststraße und der Weißgerberstraße sowie eine Wiederbebauung der Nordseite der Großen Klosterstraße vor.

## Historische Häuser des Pfeifersbergs
| Hausnummer | Name | Bemerkungen | Gewerbliche Nutzung vor der Zerstörung          | Bild |
| ---------- | ---- | --- | ----------------------------------------------- | ---- |
| 1          |      | Im Jahr 1631 wurde der Totengräber Andreas Westfal als Eigentümer geführt. 1651 bestand hier ein Armenhaus der Heilig-Geist-Gemeinde. Auch 1717 wurden Kirchenhäuser der Gemeinde für dieses Grundstück genannt. Das Grundstück wird als Standort eines historischen Stadtwappens genannt, das auf dem Hof eingemauert gewesen sein soll. Es wird vermutet, dass es ursprünglich über einer Pforte an der hier bis 1275 verlaufenden Grenze zwischen der Altstadt und der Stiftsfreiheit angebracht war. Andere Angaben geben als Standort des Wappens die Heiligegeiststraße 12 an. | * Schneiderei Bruno Mieth                       |      |
| 2          |      | Das Haus gehörte 1631 und 1651 Stephan Köhler. Für 1652/53 ist das Haus als Wohnung des Hans Leide (auch Lödel) angegeben. Im Jahr 1672 veräußerte die Seidenkramer-Innung das Grundstück für 25 Taler an Andreas Weidemann. Für 1683 wurde angegeben, dass der Besitzer unbekannt sei. 1717 veräußerte Michael Ageron das Haus an den Tabaksfabrikanten Heinrich Salamon Walter, der bis 1732 Besitzer blieb. |                                                 |      |
| 3          |      | 1631 und 1651 war Mathias Persicke (fälschlich auch als Peseke bezeichnet) Eigentümer. 1664 wird der Zimmerergeselle Regulus Ribbau (auch Rübbe oder Riwa) als Eigentümer geführt. Er blieb bis zu seinem Tod 1686 im Besitz des Hauses. Seine Witwe veräußerte es 1717 an den Arbeiter Heinrich Römer für 255 Taler, der es bis 1753 besaß. |                                                 |      |
| 4          |      | In den Jahren 1631 und 1653 war Peter Wiersdorf Eigentümer des Hauses. Für 100 Taler wurde es 1664 von Busse Wiedersdorf an den Karrenführer Erich (auch Erwig) Bierstedt (auch Beyerstedt) veräußert. Bierstedt besaß das Anwesen zumindest noch 1683. 1709 war Hans Bauer, in den Jahren 1716 und bis 1725 der Schneider Heinrich Rauch als Eigentümer verzeichnet. |                                                 |      |
| 5          |      | Als Eigentümer des Hauses war 1631 und 1651 Michael Dolle (fälschlich auch Delde) geführt. Ihm folgte Hauff nach. Die Witwe des Grobschmieds Hermann Kunkel veräußerte die unbebaute Stätte im Jahr 1657 für 27 Taler an den Feuerwerker Christian Böckmann. Böckmann errichtete ein Haus, das er bereits 1659 an den Kammmacher Christoph Dehler für 120 Taler verkaufte. Im Jahr 1664 war Kaspar Leischner Eigentümer, der es 1671 für 111 Taler an Jobst Breithaupt veräußerte. Schon 1673 wurde es für 100 Taler an den Büchsenschmied Johann Kersten weiterverkauft. Kersten verkaufte es für 205 Taler im Jahr 1696 an den Messerschmied Jakob Berner, dessen Erben es 1719 für 300 Taler an den Messerschmied Christoph Heinrich Berner gaben. Berner blieb bis 1728 Besitzer.                     | * Schneiderei Basilieus Borkowski (Nr. 5 und 6) |      |
| 6          |      | Im Jahr 1651 war das Grundstück mit einem Haus bebaut. Es stand im Eigentum von Mathias Planitz, der es auch 1673 noch besaß. 1693 und bis 1746 gehörte es Braumeister Johann Hornemann. |                                                 |      |
| 7          |      | Lehn des Klosters Unser Lieben Frauen, Das Haus gehörte Johann Schmidt, 1631 Jakob Schmidt. 1651 und 1655 wurde der Müller Joachim Schmidt als Eigentümer geführt. Im Jahr 1659 veräußerte der Müllerknecht Jakob Münter das Haus für 120 Taler an den Pfarrer Peter Hecht. Das Haus war zu diesem Zeitpunkt neu gebaut, verfügte jedoch noch nicht über ein Dach. In den Jahren 1674 und 1683 war dann der Fleischer Georg Hoffmann Eigentümer. Seine Witwe verkaufte es 1687 für 140 Taler an Arnd Köpke, der es schon 1690 an den Fleischer Christoph Vahlberg gab. 1720 erwarb es der Braumeister Peter Schäfer von Vahlberg. |                                                 |      |
| 8          |      | Lehn des Klosters Unser Lieben Frauen, Es war mit einem Haus und einer Bude bebaut und befand sich im Besitz von Franz Barkey. Im Jahr 1651 gehörte es Barkeys Erben, die die leere Stätte 1655 für 25 Taler an Wilhelm Zettel veräußerten. Zettel verkaufte das wohl wieder bebaute Grundstück dann für 120 Taler im Jahr 1674 an die Witwe des Salzhändlers Urban Starke. Die Witwe wurde 1683 noch als Eigentümerin geführt, ihre Kinder verkauften 1686 das Anwesen für 150 Taler an den Feuermauerkehrer Paul Heber. Seine Erben veräußerten es 1701 an den Postdiener Johann Burchard Seeger für 350 Taler, dem schon 1705 der Lohgerber Otto Christian Herzbruch nachfolgte. Herzbruch verkaufte es 1705 für 250 Taler an den Feuermauerkehrer Paul Christian Heber. Er blieb bis 1749 Eigentümer. |                                                 |      |
| 9          |      | Die Witwe von Paul Döring verkaufte das leere Grundstück im Jahr 1649 für 35 Taler an den Zimmermann Jakob Müller. Müller errichtete bis 1651 ein Haus. 1683 wurden seine Erben als Eigentümer geführt. Später war Jakob Giese Eigentümer, der bis 1724 in Besitz blieb. |                                                 |      |
| 10         |      | In den Jahren 1631 und 1651 wurde Baltasar Witte als Eigentümer geführt. 1653 gehörte das unbebaute Grundstück dem Bäcker Christian Müller, der es in diesem Jahr an den Brauer Paul Lüderwald für 35 Taler verkaufte. Lüderwald fügte das Grundstück seinem benachbarten Anwesen dem Brauhaus Zur Fortuna in der Kuhstraße 11 als hinteren Teil hinzu. Als Hinterhaus dieses Grundstücks wurde es von Lüderwalds Erben 1680 an die Frau des Cracauer Pfarrers Theodor Balthasar Ludwig, geborene Bandau verkauft, die 1703 noch als Eigentümerin genannt wurde. Später folgte bis 1741 Pastor Meier als Eigentümer. |                                                 |      |
| 11         |      | Im Jahr 1631 gehörte das Haus Regulus Ribbau, 1651 Johann Leidel. Leidels Witwe verkaufte das baufällige Gebäude an den Töpfer Ernst Weidemann, der bis zu seinem Tod 1687 Eigentümer blieb und dem auch die benachbarten Grundstücke Nummer 12 und 13 gehörten. 1703 wurde Heinrich Weidemann, 1710 Andreas Wittig und schließlich 1720 und bis 1730 Joachim Schmidt als Eigentümer geführt. |                                                 |      |
| 12         |      | Im Jahr 1651 gehörte die Fläche der Johannisgemeinde, später dann der Kürschnerinnung. 1683 war der Töpfer Ernst Weidemann Eigentümer, dem auch die benachbarten Grundstücke Nummer 11 und 13 gehörten. Seine Erben veräußerten es für 600 Taler im Jahr 1693 an den Töpfer Heinrich Weidemann, der bis 1734 Besitzer blieb. |                                                 |      |
| 13         |      | Im Jahr 1631 war Heinrich Ebert (auch Evert oder Eberhard) Eigentümer des Hauses. 1651 und 1653 wurde seine Witwe als Eigentümerin geführt. Ihre Erben waren die Gebrüder Becker, die das alte Haus 1684 für 40 Taler an den Töpfer Ernst Weidemann verkauften, dem auch die Häuser 11 und 12 gehörten. 1702 war sein Erbe Friedrich Limprecht Eigentümer, dem 1704 seine Witwe nachfolgte. Sie heiratete den Tischler Christian Kötge, der das Haus für 215 Taler im Jahr 1705 an den Schuster Christoph Thiele (auch Tille) verkaufte. Thiele blieb bis 1730 Eigentümer. |                                                 |      |
| 14         |      | Das Grundstück gehörte zum Anwesen Heiliggeiststraße 26 |                                                 |      |